# Geely Emgrand EC8
Geely Emgrand EC8 — переднеприводной седан бизнес-класса, флагман модельного ряда компании Geely. Производится на Китае с 2010 года по настоящее время. На Украине продажи стартовали с 2012 года. Ранее собирались на заводе КрАСЗ методом крупноузловой сборки.
Автомобиль создан на базе концепт-кара Geely GC, впервые представленного на Пекинском автосалоне 2008 г.

## Кузов
Кузов Geely Emgrand 8 — закрытый, цельнометаллический, несущий, предоставленный в одном исполнении: 4-дв. седан. Бампера- пластиковые, окрашены в цвет кузова.

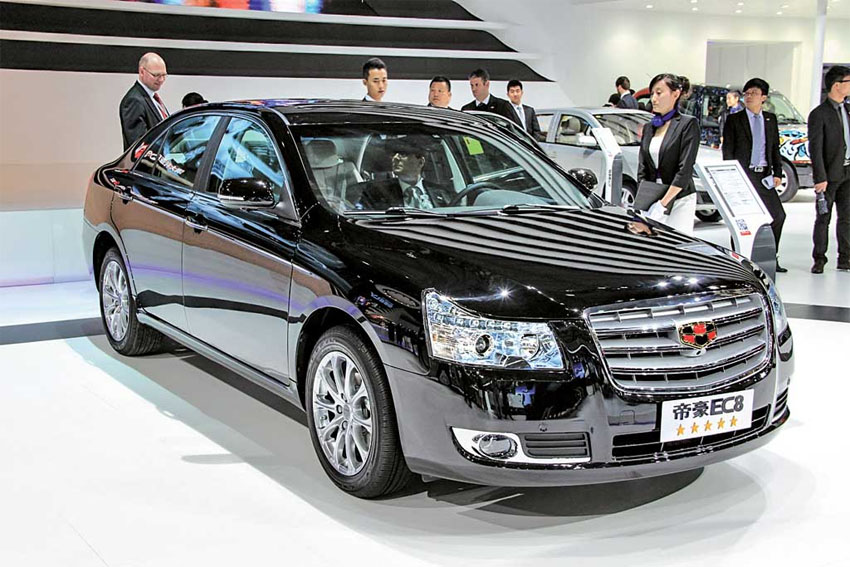
Emgrand

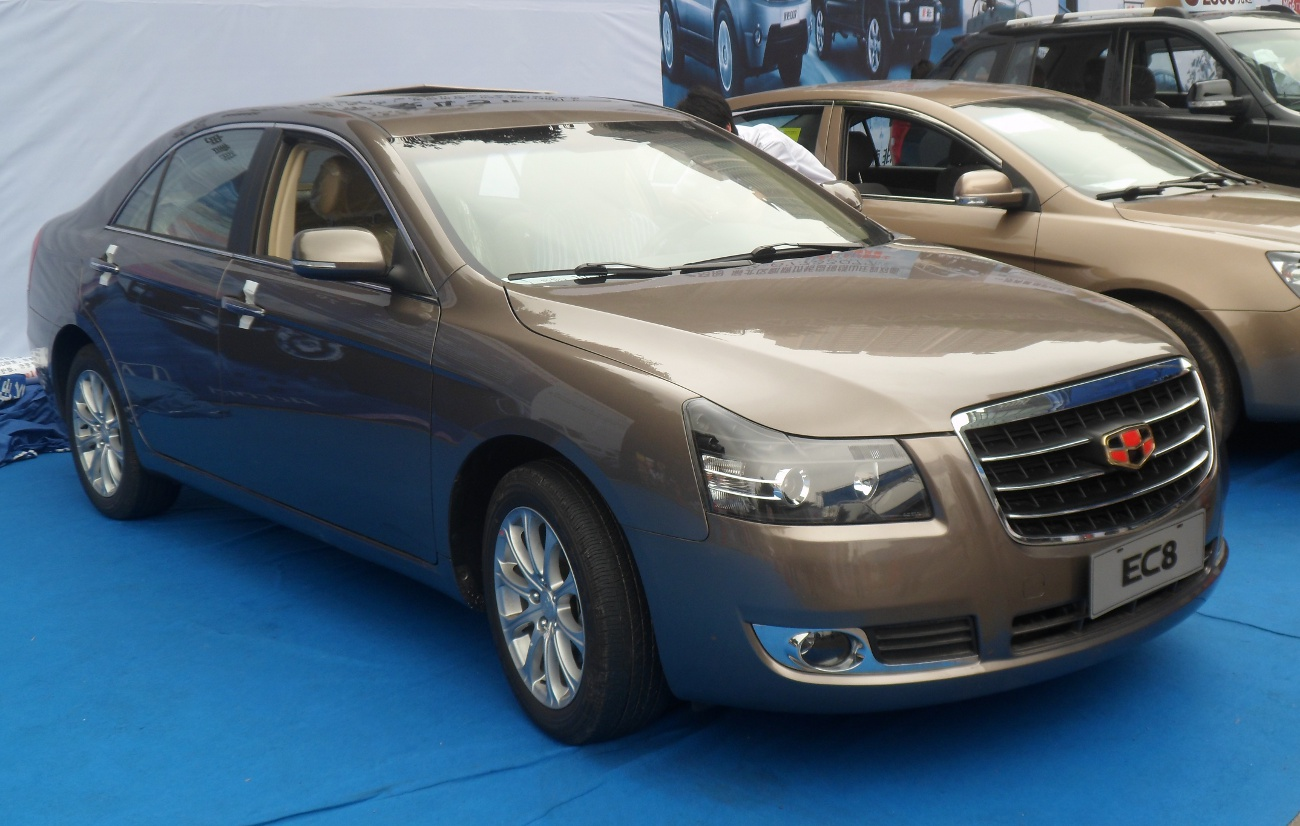
Emgrand

## Устройство автомобиля
Передняя подвеска типа McPherson c телескопическими гидравлическими амортизаторами. Задняя - независимая многорычажная.
Передние и задние тормоза - дисковые. Система ABS в базовой комплектации. Рулевое управление реечное с гидроусилителем. Имеет хорошую обратную связь и информативность.

## Двигатели и трансмиссия
На автомобиль устанавливаются современные двигатели объёмом 2.0 и 2.4 литра с технологией изменяемых фаз газораспределения(цепной привод), с 4 клапанами на цилиндр(16V). Собственная разработка Geely.
Трансмиссия в  выполнена по переднеприводной схеме. КПП представлена 5-ступенчатой механической или 6-ступенчатой автоматической, австралийской компании DSI с возможностью ручного переключения передач. Автоматическая коробка передач на Украине поставляется только в комплектацию 2.4 Comfort АТ. Двигатель 2.4 нельзя укомплектовать механической КПП.
| Бензиновый, Р4, изменяемые фазы газораспределения, 16V |          |         |                         |             |         |
| 2,0i                                                   | 1971 см³ | 16/DOHC | 136 л.с. (100 кВт)/6000 | 180 Нм/4000 | 174-190 |
| 2,4i                                                   | 2378 см³ | 16/DOHC | 156 л.с. (115 кВт)/6000 | 213 Нм/4000 | 182     |

## Безопасность
Emgrand 8, как флагман модельного ряда, обладает полным набором средств  активной и пассивной безопасности, что дало возможность завоевать максимальные пять звёзд рейтинга безопасности С-NCAP (С-ncap аналог европейского E-ncap, организация, которая проводит краш-тесты новых автомобилей для исследования их безопасности, однако краш-тест проводится по несколько иным правилам)